# Catedral de Ghazanchetsots
A Catedral de Ghazanchetsots (em arménio Սուրբ Ամենափրկիչ Ղազանչեցոց Եկեղեցի), também conhecida como Catedral de Cristo o Salvador e por Catedral de Shusha é uma igreja arménia localizada em Shusha, Artsaque, no Azerbaijão e construída entre 1868 e 1887.

O arquitecto que a desenhou, Simon Ter Hakobian, pretendia fazê-la semelhante à catedral de Echemiazim. A fachada é feita de calcário branco, na entrada oeste está colocada uma torre do sino com três andares de altura, construída em 1858. Grandes estátuas de anjos tocando trompas estavam colocadas a cada canto da torre do sino no segundo andar, contudo, foram destruídas durante a Guerra de Nagorno-Karabakh quando Shusha estava sob controlo do Azerbaijão.
- Wikinotícias